# Bulgarian Juniors 2010
Das Bulgarian Juniors 2010 als bedeutendstes internationales Nachwuchsturnier von Bulgarien im Badminton fand vom 27. bis zum 29. August 2010 in der Sport Hall Vasil Levsky in Pasardschik statt.

## Sieger und Platzierte
| Disziplin    | Gold                                       | Silber                                  | Bronze                              |
| ------------ | ------------------------------------------ | --------------------------------------- | ----------------------------------- |
| Herreneinzel | Ramazan Öztürk                             | Konstantin Abramov                      | Anatoliy Yartsev                    |
| Herreneinzel | Ramazan Öztürk                             | Konstantin Abramov                      | Gergin Nedyalkov                    |
| Dameneinzel  | Neslihan Yiğit                             | Romina Gabdullina                       | Anastasia Chervyakova               |
| Dameneinzel  | Neslihan Yiğit                             | Romina Gabdullina                       | Sonia Olariu                        |
| Herrendoppel | Gennadiy Natarov Artem Pochtarev           | Mateusz Dubowski Tomasz Persona         | Konstantin Abramov Anatoliy Yartsev |
| Herrendoppel | Gennadiy Natarov Artem Pochtarev           | Mateusz Dubowski Tomasz Persona         | Kirill Boyarskiy Ivan Edelev        |
| Damendoppel  | Anastasia Chervyakova Mariya Korobeynikova | Gabriela Stoeva Stefani Stoeva          | Neslihan Kılıç Neslihan Yiğit       |
| Damendoppel  | Anastasia Chervyakova Mariya Korobeynikova | Gabriela Stoeva Stefani Stoeva          | Cemre Fere Ebru Yazgan              |
| Mixed        | Gennadiy Natarov Yuliya Kazarinova         | Konstantin Abramov Mariya Korobeynikova | Mateusz Dubowski Martyna Poprzeczko |
| Mixed        | Gennadiy Natarov Yuliya Kazarinova         | Konstantin Abramov Mariya Korobeynikova | Anatoliy Yartsev Romina Gabdullina  |